# Средняя ящерица
Средняя ящерица (лат. Lacerta media) — вид ящерица из семейства настоящих ящериц. Относится к роду Зелёных ящериц.

## Описание
Средняя ящерица является самым крупным видом из рода Зелёных ящериц. Длина тела достигает 170 мм, хвоста до 250 мм и более, масса тела до 70 г. Межчелюстной щиток касается ноздри. Задненосовых щитков 2, скуловых — 1 или 2. Нижнечелюстных щитков обычно 4 пары, реже 5. Чешуя спины вытянуто-шестиугольная, сильнокилеватая; вокруг середины туловища 42—56 чешуй. Центральновисочный щиток отсутствует, а барабанный обычно выражен. Ряд бедренных пор короткий (11—16), не доходит до коленного сгиба; при этом наружные поры развиты слабее внутренних. Взрослые ящерицы ярко-зелёного цвета с многочисленными мелкими чёрными пятнышками и крапинами, с червеобразным или сетчатым рисунком на голове. Молодые особи сверху тёмно-коричневого или бурого цвета с 5 узкими зеленоватыми продольными полосами. У самок верхняя сторона задних ног с округлыми чёрными пятнами. Брюхо жёлто-зелёное у самцов, желтоватое или белое — у самок. В период размножения у самцов бока головы, горло, а иногда и края тела вдоль брюха приобретают яркую голубовато-синюю окраску, а туловище — изумрудно-зелёную. Нередко на боках передней трети тела появляются также округлые голубые пятна. Хвост и задние конечности всегда зелёные.

## Ареал
Средняя ящерица обитает в восточной Турции, северо-западном Иране, у кавказского побережья Чёрного моря, а также в предгорных и горных районах Армении и Азербайджана.
В России существует две изолированных популяции: в долинах рек внутреннего Дагестана и на черноморском побережье Краснодарского края.

## Образ жизни
Средняя ящерица обитает в кустарниковых зарослях, в можжевёловых и фисташко-можжевёловых аридных редколесьях, разрежённых дубовых лесах. Встречается также в виноградниках, садах, на колючих и каменных изгородях. В горах встречается до 2600 м над уровнем моря. В Дагестане высоко в горах не встречается. Ведёт дневной образ жизни. Выход из зимовки длится со второй половины февраля до середины марта-начала апреля, уход на зимовку происходит в конце сентября. Хорошо лазает по кустарникам и деревьям, взбирается вверх по стволу на несколько метров. Роют собственные норы длиной до 1 м и более. Спаривание начинается в апреле. За сезон две кладки: первая из 9—18 яиц (9 х 17 мм) в южной Армении и в восточной Грузии в конце мая; вторая кладка с меньшим числом яиц — примерно на месяц позже. Крупная самка за сезон продуцирует до 30 яиц. Молодняк, достигающий 29—35 мм в длину, появляется в середине — конце июля и в конце августа-начале сентября. Половозрелость наступает в возрасте 2 лет при длине тела 90 мм у самок и 95 мм у самцов.
В рацион входят: жуки, саранча, бабочки и их гусеницы, двукрылые, моллюски, пауки, мокрицы. Изредка поедает молодых ящериц других видов и собственную молодь, а также плоды шелковицы и ягоды винограда.
Средняя ящерица включена в Красную книгу Российской Федерации.

## Численность
На севере ареала, как в Краснодарском крае, так и в Дагестане, популяция относительно немногочисленна. В северной Армении на маршруте длиной 100 м по краю зарослей из держи-дерева насчитывается в среднем 8—14 особей, в Грузии на маршруте 1—1,5 км — 30—40 особей.
В Дагестане в окрестностях селений Ахты и Рутул этот вид не является редким, а в Ботлихе малочислен.